# دشت شیروان
دشت شیروان (ترکی آذربایجانی: Şirvan düzü) یک دشت در جمهوری آذربایجان است که در سرزمین پست کورا - ارس و در میانه رودهای کورا و ارس قرار دارد.